# Kiribati op de Gemenebestspelen

Vlag van Kiribati

Kiribati is een land dat deelneemt aan de Gemenebestspelen (of Commonwealth Games). Hun eerste deelname was op de Gemenebestspelen 1998 in Kuala Lumpur en sindsdien zevenmaal deelnam. In 2014 wonnen ze hun eerste medaille.

## Medailles
| Kiribati op de Gemenebestspelen | Kiribati op de Gemenebestspelen | Kiribati op de Gemenebestspelen | Kiribati op de Gemenebestspelen | Kiribati op de Gemenebestspelen | Kiribati op de Gemenebestspelen |
| ------------------------------- | ------------------------------- | ------------------------------- | ------------------------------- | ------------------------------- | ------------------------------- |
| Jaar                            | Goud                            | Zilver                          | Brons                           | Totaal                          | Rang                            |
| 1998                            | -                               | -                               | -                               | -                               | /                               |
| 2002                            | -                               | -                               | -                               | -                               | /                               |
| 2006                            | -                               | -                               | -                               | -                               | /                               |
| 2010                            | -                               | -                               | -                               | -                               | /                               |
| 2014                            | 1                               | 0                               | 0                               | 1                               | 20                              |
| 2018                            | -                               | -                               | -                               | -                               | /                               |
| 2022                            | -                               | -                               | -                               | -                               | /                               |